# Sematophyllum affine
Sematophyllum affine är en bladmossart som beskrevs av Mitten 1869. Sematophyllum affine ingår i släktet Sematophyllum och familjen Sematophyllaceae. Inga underarter finns listade i Catalogue of Life.